# Jabot social
Pour les articles homonymes, voir jabot.

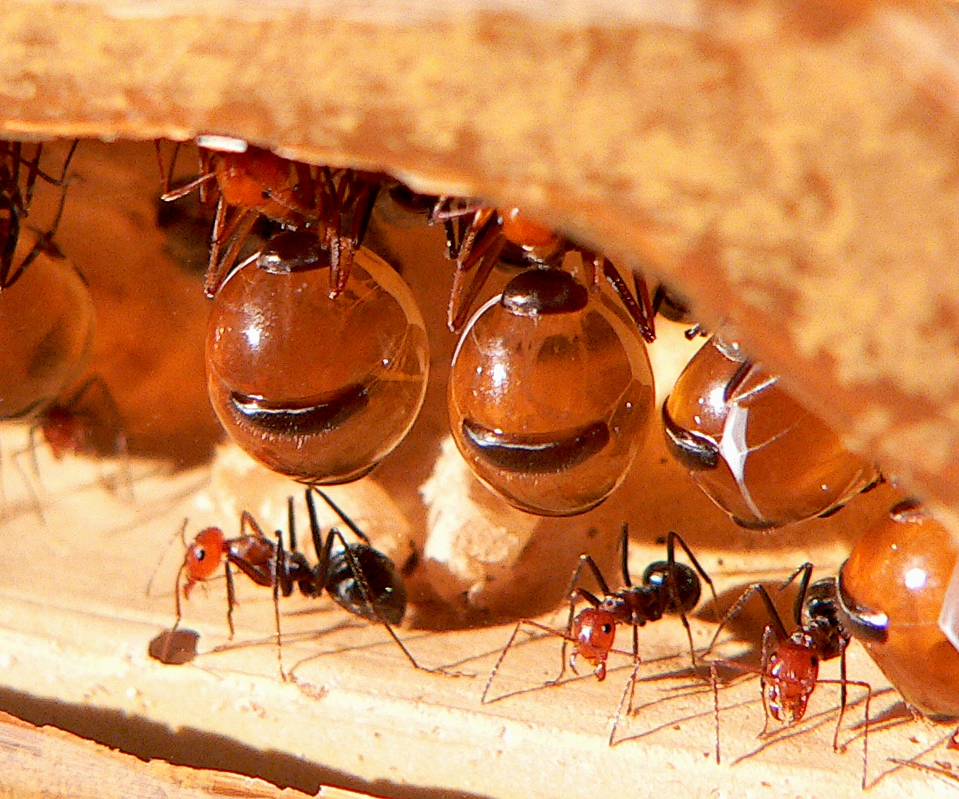
Les ouvrières Fourmi pot-de-miel du genre Myrmecocystus sont une évolution extrême du jabot social.

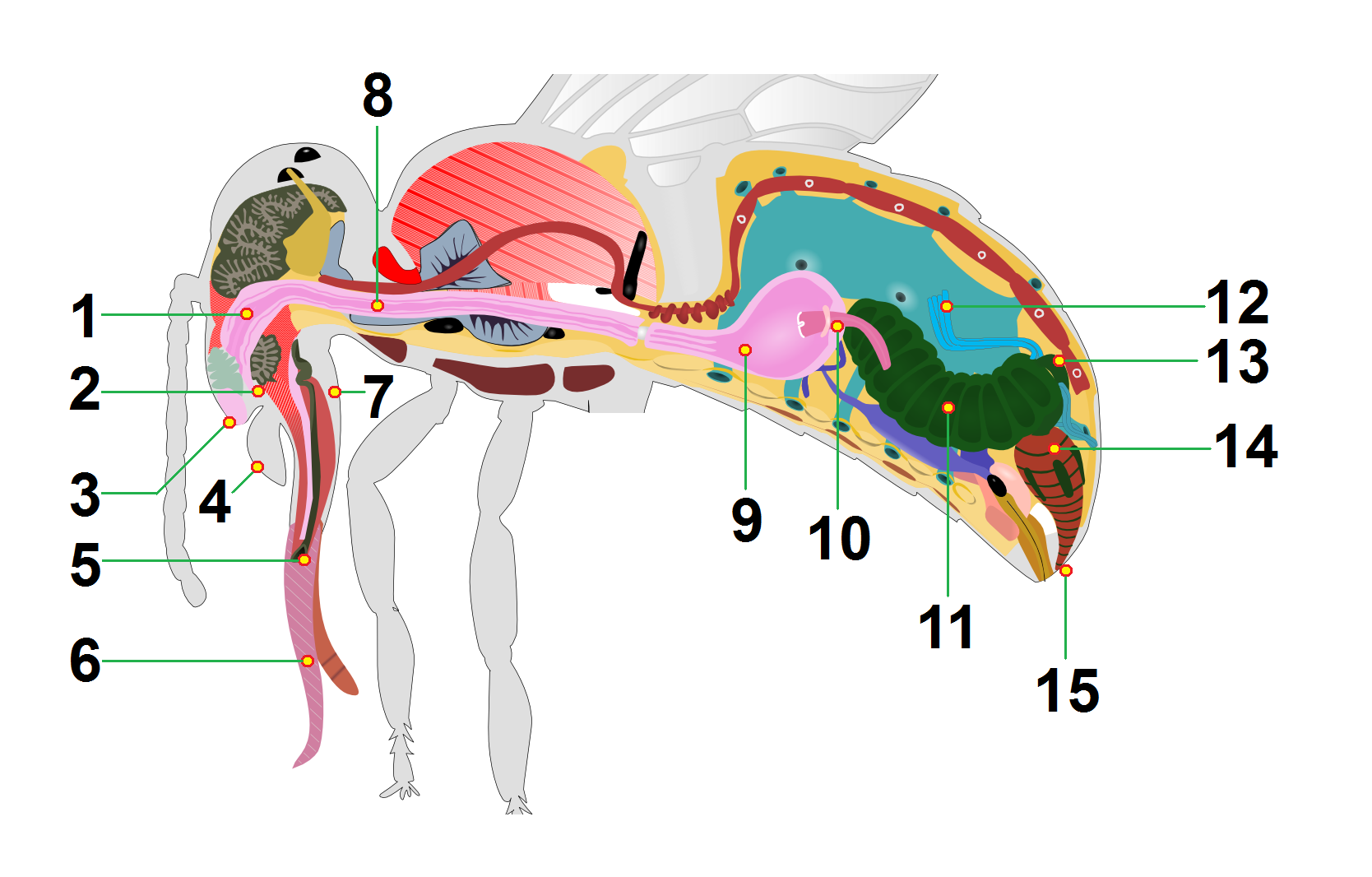
Système digestif d'une Abeille européenne : le jabot social est indiqué par le numéro 9, la soupape par le numéro 10 et l'estomac individuel par le numéro 11.

Le jabot social est chez les ouvrières de certains insectes sociaux Hyménoptères comme les fourmis, les abeilles et les guêpes, un deuxième estomac constitué d'une poche formée par un renflement de l’œsophage, utilisé comme réservoir pour la récolte, le transport et le stockage de matériaux liquides jusqu’à la colonie ainsi que leur partage.
Que ce soit l'ouvrière d'une fourmi récoltant du miellat, la butineuse d'une abeille mellifère récoltant le nectar d'une fleur ou l'ouvrière d'une guêpe récoltant de l'eau pour la construction de son nid en papier, toutes stockent ces matériaux dans leur jabot social. Il permet également le partage de nourriture prédigérée à l'usage des larves et d'autres individus qui n'ont pas le temps ou les moyens d'aller se nourrir eux-mêmes. Cette régurgitation est nommée la trophallaxie. En cas de nécessité, si l'ouvrière vient à manquer de nourriture, elle a la possibilité d'utiliser pour elle-même la nourriture que contient son jabot social. Pour ce faire, elle entrouvre la soupape constituée du court segment qui relie le jabot social à l'intestin qui lui fait suite. 
Le jabot social est à la base de l'organisation du comportement collectif des insectes sociaux et sa morphologie joue souvent un rôle important dans la structuration de la division du travail et la communication indirecte entre ouvrières.